# 浅野美奈弥
浅野 美奈弥（あさの みなみ、1991年3月3日 - ）は、日本の女性モデル、料理家。
ケータリング『美菜屋』主宰。北海道出身。

## 人物
18歳で上京、シアトルへの留学を経験し帰国後、大学に通いながらモデル活動を始め、DJなど幅広く活動。2016年に体調を崩したことをきっかけに、スポーツと食で健康的な生活を見直すことを決意し、料理家を目指す。
フードスタイリスト、ダイエット検定1級、スーパーフードスペシャリスト、スポーツフードスペシャリストの資格を持っている。
モデルを続けながら、2019年ケータリング「美菜屋」を始動。ヘルシーでバランスの良い食を提案している。
H173/B82/W63/H90/S25.5